# CanalDigitaal
CanalDigitaal – holenderska platforma cyfrowej telewizji satelitarnej. Nadaje przy użyciu satelitów Astra 19,2° na wschód oraz satelity Astra 3B 23,5° na wschód. Oferuje także dostęp do Internetu.
Początkowo klientami byli głównie obywatele Niderlandów, którzy nie mieli dostępu do telewizji kablowej, ale z czasem jej kanały stały się dostępne także w sieciach kablowych, gdyż w wielu miastach istnieje zakaz umieszczania anten satelitarnych na domach.
CanalDigitaal jest własnością luksemburskiej firmy M7 Group (Canal+ Luxembourg S.a.r.l.) (Vivendi/Canal+), która jest właścicielem belgijskiej TV Vlaanderen Digitaal i Télésat, austriackiej AustriaSat i czechosłowackiej Skylink.